# Blue Beetle (Ted Kord)
Theodore (o Edward) «Ted» Kord es el segundo Blue Beetle, un superhéroe que fue publicado originalmente por Charlton Comics y luego adquirido por DC Comics. Fue creado por Steve Ditko y apareció por primera vez como una función de respaldo en Captain Atom # 83 (noviembre de 1966), con Gary Friedrich guionizando la concepción y la trama de Ditko.

## Historia editorial
Ted Kord es el segundo Blue Beetle, el cual fue originalmente publicado por Charlton Comics y posteriormente recogido por DC Comics.
En muchas de las historias del personaje, se afirma que «Ted» es una forma abreviada de «Theodore» aunque en la colección Birds of Prey, Barbara Gordon establece que «Ted» es en realidad la forma corta de Edward. Sin embargo, en Countdown to Infinite Crisis, el mago Shazam le llama repetidamente «Theodore Kord» y en el fichero sobre Blue Beetle que posee Checkmate también está listado con ese nombre.

## Biografía ficticia del personaje

### Charlton Comics
Ted Kord era un inventor genial y un atleta dotado, que tenía mucho más en común con la versión original de Fox Comics del primer Blue Beetle que con la posterior revisión del personaje que hizo Charlton Comics.
El equipo de Kord constaba de una aeronave personal con forma de insecto, en la que entraba y salía utilizando un cable para escalar o descender. Generalmente rechazaba cualquier armamento, excepto una pistola que cegaba usando potentes rayos de luz y, adicionalmente, un fuerte chorro de aire que usaba para ganar ventaja antes de entrar en combate mano a mano.
Ditko, creador de Ted Kord, es conocido por ser el cocreador (junto a Stan Lee) y artista original de Spider-Man en Marvel Comics. Blue Beetle y Spiderman comparten algunas características similares, como su gusto por el humor y por los chistes como forma de enmascarar sus inseguridades, tener dotes acrobáticas y ser grandes atletas, ambos personaje son inventores (Ted Kord es considerado una de las mentes más brillantes del Universo DC) o ser héroes urbanos basados en un tema artrópodo aunque evolucionaron en personajes muy distintos. Por otro lado, Beetle no sufre de las angustias asociadas con vigilantes como Batman. Al contrario que Spiderman, Blue Beetle actúa tanto en grupo como solo.
La primera aparición de Ted Kord ocurrió en el número 83 (noviembre de 1966) de la colección del Capitán Átomo antes de conseguir su propio título, que se publicó de junio de 1967 a noviembre de 1968, constando de 5 números. Un sexto número fue producido pero publicado en el Charlton Portfolio por CPL/Gang. The Question aparece en la serie, formando equipo en una historia que continúa en parte de otra de The Question.
Su origen fue mostrado en el número 2 de su colección, uniendo el origen de Ted Kord al del Blue Beetle anterior. Ted fue revelado como un antiguo estudiantes de Dan Garrett (el Blue Bettle original). Cuando ambos investigaron al tío de Ted, Jarvis, descubrieron que este estaba trabajando para crear un ejército de androides con el que conquistar el mundo. Garrett fue asesinado durante la lucha y, a su muerte, pasa la responsabilidad de ser Blue Beetle a Ted, pero le es imposible entregarle el escarabajo místico que le otorgaba sus poderes, siendo ésta la explicación de Ditko al hecho de que Ted careciera de los poderes de su predecesor.

### DC Comics

#### Crisis en Tierras infinitas
DC adquirió los derechos de los héroes de Charlton Comics a mediados de los años 1980, y los usó en su famoso crossover Crisis en las Tierras infinitas, crossover con el que planeaban integrar y unificar a todos los personajes del Universo DC en un único mundo. Durante este periodo Blue Beetle tuvo su propia serie, escrita por Len Wein así como el Secret Origins N.º 2 (con la cubierta ilustrada por Gil Kane), en el cual se explicaba el origen y carrera de Ted Kord y de Dan Garrett en la continuidad post-Crisis.
Ted Kord era a veces mostrado como un industrial, dueño de Industrias Kord así como, más a menudo, una persona necesitada de dinero, que lideraba ridículos planes para hacerse rico junto a Booster Gold.
Una breve aparición en JLA: Year One muestra al joven Ted trabajando en Industrias Kord, donde diseña los sistemas de seguridad del Cuartel General de la JLA. Durante su encuentro con los héroes él piensa, «Al cuerno con el negocio familiar. Yo quiero ser uno de esos tipos», posible explicación de por qué el estatus financiero de la compañía fluctúa desde que tomó el mando. En algunos cómics recientes, se afirma que Industrias Kord se ha convertido en una subsidiaria de Empresas Wayne, encabezada por Bruce Wayne, también conocido como Batman.

#### La Liga de la Justicia
Blue Beetle es conocido por ser el miembro más gracioso y divertido de la Liga de Keith Giffen y J. M. DeMatteis, apareciendo durante 5 años en varios títulos de La Liga de la Justicia de América (y, muy especialmente, en La Liga de la Justicia Internacional), donde se convirtió en compañero habitual de Booster Gold, y rápidamente se hicieron buenos amigos. Entre los fanes, eran conocidos como el equipo «Azul y Dorado». Durante un tiempo, Beetle tuvo que luchar contra un problema de sobrepeso, aunque con la determinación y entrenamiento del héroe General Glory, consiguió superarlo. Después de que Giffen y DeMatteis lo dejaran, la Liga de la Justicia continuó hasta el número 113. Dan Jurgens unió la línea argumental de La muerte de Superman a la Liga de la Justicia, en la cual Doomsday dejó a Blue Beetle en coma durante un tiempo. Beetle y Booster se unieron después de eso al grupo de corta vida conocido como Extreme Justice.
Tras eso, Blue Beetle entró en un periodo de relativa oscuridad. La miniserie The LAW reunió a Beetle y a otros héroes provenientes de Charlton Comics, pero la serie tuvo una crítica desfavorable.

#### Super Buddies
En julio de 2003, Giffen, DeMatteis, y el artista original de JLI, Kevin Maguire, se reunieron para realizar la miniserie de 6 números Antes conocidos como Liga de la Justicia (Formerly Known As The Justice League), en la que muchos de los personajes originales de la JLI volvieron a formar equipo, teniendo un local comercial como Cuartel General. Beetle, que había crecido en madurez, era un importante miembro de este nuevo equipo, los «Super Buddies» (traducido como los "Supercolegas en España). Una secuela titulada No puedo creer que no sea la Liga de la Justicia (I Can't Believe It's Not The Justice League), fue inicialmente concebida como una segunda miniserie aunque al final se editó como un arco argumental de la serie JLA: Classified (números del 4 al 9).
Tras eso, Ted hizo varias apariciones en la colección Birds of Prey, al principio como un amigo de internet de Oráculo y más tarde en persona. En varios números se insinuó que Ted estaba enamorado de Oráculo. Ted había regresado a su compañía pero todavía tenía muchos problemas con ella, problemas que Oráculo trató de ayudarle a resolver. Durante ese tiempo, se reveló que Ted tenía afección cardíaca, pero eso no lo paró de seguir ayudando cuando era necesario. Después de su muerte, el resto de miembros de Birds of Prey visitaron la estatua construida en su honor en el cementerio del Valhalla, (Birds of Prey #96). Canario Negro afirmó que estar en la Liga de la Justicia sólo era divertido cuando Blue Bettle estaba ahí. Oráculo, por parte, reconoció que habían tenido un ciber flechazo con él.

### Crisis Infinita

#### Muerte
El número especial de 80 páginas Countdown to Infinite Crisis, publicado el 30 de marzo de 2005, era el disparadero de salida del mega-evento conocido como Crisis Infinita. En él se muestra que la estrella de Ted como superhéroe está en declive, recordando con nostalgia su época en la Liga de la Justicia y sabiendo que para muchos es poco más que un bufón. Según sus propias palabras «Oráculo es una de las pocas personas que aún me da la hora». A pesar de eso, alguien está intentando hundir Industrias Kord. Beetle y Booster empiezan a investigarlo pensando que es sólo el principio de algo más grande pero ni su antiguo amigo Maxwell Lord ni Batman están dispuestos a ayudarles. A la vez que continúan los ataques a su empresa, sufre un intento de asesinato del que es rescatado por Booster tan solo para volver a sufrir otro en el que Booster es herido de gravedad. Ted trata de buscar la ayuda de la Liga de la Justicia, siendo rechazado esta vez por el Detective Marciano, y obligándole a investigar por su cuenta. Beetle descubre que detrás de todo se encuentra la organización Checkmate, cuyo cuartel general se encuentra en un castillo suizo. Tras viajar hasta allí e infiltrarse, es descubierto por el líder de Checkmate, que no es otro que Maxwell Lord. Ted es capturado y Lord le invita a unirse a la organización, con la finalidad de acabar con todos los superhumanos, o morir. Cuando Kord lo rechaza («Púdrete en el Infierno, Max»), Lord le asesina de un tiro en la cabeza.
En esta historia se reitera que Ted Kord pensaba que el Escarabajo mágico del primer Blue Beetle había sido destruido en Blue Beetle vol.6 Nº18, de 1987; sin embargo, había sido redescubierto, intacto, en un templo egipcio y regresado a manos de Ted. No está claro si este es el mismo escarabajo creado a partir de una pieza de tecnología del futuro imbuida mágicamente por el mago Nabu en la miniserie Time Masters protagonizada por Rip Hunter. El mago Shazam recogió el escarabajo encontrado por Ted, alimentando las especulaciones sobre la posibilidad del retorno del personaje durante la serie Crisis Infinita. Esta posibilidad se desvaneció cuando se le preguntó en la Wizard World convention si Ted Kord regresaría. El escritor Greg Rucka dijo: «La brisa pasaba a través de su cerebro y después fue incinerado. ¿Es lo bastante claro?»

##### Consecuencias
La muerte de Ted Kord precipita los acontecimientos de Crisis Infinita.
- La reorganización del Hermano ojo y el Proyecto OMAC.
- Max Lord se revela como un villano y toma control telepático sobre Superman, obligando a Wonder Woman a matarle.
- Shazam advierte a Ted acerca de Lex Luthor, quien supuestamente combinaba los mundos de la magia y la ciencia. Los acontecimientos de Crisis Infinita N.º 3 revelan que en realidad se trataba de Alexander Luthor, Jr disfrazado.
- Booster Gold vuelve al Siglo XXV. Posteriormente regresa al presente con Skeets para ayudar a encontrar al Hermano Ojo. Los acontecimientos de la misión ponen a Booster de nuevo en primer plano y pone en marcha los acontecimientos de 52.

#### Un año después
El joven adolescente Jaime Reyes descubre el Escarabajo mágico de Garret y Kord y se convierte en el nuevo Blue Beetle. J'onn J'onzz, que siente remordimiento por haber ignorado a Ted cuando le pidió ayuda, hace una estatua suya junto a la de los demás miembros caídos de la Liga de la Justicia. Mientras reclutaban nuevos miembros para renovar la Liga de la Justicia, Superman sugiere a Booster Gold, a lo cual Batman responde «Hay mejores formas de honrar a Ted.»
Después de la muerte de Ted Kord, Shockwave, el ejecutor de la organización conocida como Los 100 es enviado a destruir edificios de interés para Industrias Kord. Incluso aunque Red Devil, antiguo sidekick de Blue Devil, y el nuevo Blue Beetle le detienen, Los 100 se hacen con el control de la empresa debido al desplome de su valor.
En la serie que sigue publicándose actualmente de Booster Gold, escrita por Geoff Johns, Booster acuerda ayudar a Rip Hunter a mantener la línea temporal, pero con un precio: Rip debe ayudarle a salvar a Ted. Rip trata de convencer a Booster de que es imposible cambiar acontecimientos pasados «solidificados», engañándole para que trate de evitar el ataque del Joker que dejó a Barbara Gordon en una sila de ruedas. Booster lo intenta una y otra vez sin éxito y cuando está a punto de rendirse y aceptar que no se puede cambiar el pasado y, por tanto, salvar a Ted, aparece un Blue Beetle del futuro junto a Dan Garrett y Jaime Reyes para mostrarle como cambiar las reglas del tiempo en torno a la muerte de Ted y convertir el suceso en tiempo «maleable». Aunque Rip Hunter le suplica que no lo haga, Booster Gold afirma que «lo salvará o morirá en el intento», marchándose junto a los Blue Beetles y rescatando a Ted de morir a manos de Maxwell Lord. La tecnología utilizada para rescatar a Ted preserva los acontecimientos futuros en la forma en la que se supone que sucedieron (permitiendo así a Jaime para mantener sus poderes y su papel como el «nuevo» Beetle), mientras que el mundo en general sigue creyendo Ted Kord que sigue muerto.
El siguiente arco argumental, Blue and Gold, revela que este acto ha alterado el presente, creando una línea temporal donde Max y sus OMACs han convertido el mundo en un estado policial. El Blue Beetle del futuro se revela como Black Beetle, un supervillano aliado con Ultra-Humanidad, Despero, Per Degaton, y el padre de Booster Gold (bajo el control de Mister Mind) bajo el nombre de los Time Stealers, un grupo de supervillanos viajeros temporales. Una vez asumida la derrota de sus antiguos compañeros de equipo en la Liga de la Justicia Internacional, los únicos héroes libres en esta nueva línea temporal, Ted Kord se da cuenta de que la única forma de restaurar la línea temporal es morir de la manera en que se supone que tenía que ser. Black Beetle trata de detenerlo, enfrentándose a Ted y ambos son llevados al pasado en una Esfera Temporal.
Cuando la línea temporal es restaurada, Booster cree que Ted Kord vuelve a estar muerto y que la historia volvía a transcurrir como originalmente había ocurrido. Sin embargo, en el epílogo de Booster Gold 1.000.000, se ve como una figura en las sombras, provista de un objeto con la forma del Escarabajo Azul, entra en la sede de Industrias Kord por la noche y busca hasta encontrar una sala con una fotografía de Overthrow, antiguo enemigo de Blue Beetle, un Bicho (el transporte volador de Ted) y otra parafernalia de Blue Beetle. La figura en sombras se ríe con la característica carcajada de Ted Kord («Bwa hahaha»), indicando que, de alguna manera, Ted Kord ha engañado de nuevo a la muerte.

### La noche más oscura
El cadáver del personaje es reanimado por un Anillo de Poder Negro como un Black Lantern, y no puede localizar a Booster Gold debido a las nuevas funciones de viaje en el tiempo de este último. Atrae a Booster Gold a la intemperie apuntando a Daniel Carter (Supernova) y Rose Levin, el antepasado de Booster Gold del siglo XXI. Es capaz de perforar con éxito los escudos del disfraz de Supernova con una pistola Black Lantern BB y mantiene a Supernova en su lugar mientras vence a Blue Beetle (Jaime Reyes) y evita el ataque de Skeets hasta que llega Booster Gold. Luego se mueve para matar, con la esperanza de arrancarle el corazón a Booster Gold.
Lucha contra todos ellos, pero no logra matar a nadie excepto a un vecino que se quejó del ruido de la pelea. Jaime y Booster Gold sacan a Rose y Daniel de la escena y se dirigen a un almacén de Industrias KORD donde se encuentra una de las bases ocultas de Kord para recolectar equipo especial para luchar contra Black Lantern. Booster Gold descubre que, aunque las puertas estaban codificadas genéticamente, alguien había accedido a la base oculta de Kord unos meses antes de que sus restos fueran reanimados. Sin embargo, según el conocimiento de Booster Gold, solo dos personas tenían autorización para acceder: Booster Gold y el propio Kord. Luego regresan, donde el cadáver de Kord lucha contra Booster Gold hasta que es atacado por una ráfaga de luz de un arma diseñada por el propio Kord, sintonizada para simular el espectro emocional. Separado del anillo, Booster Gold se apodera de sus restos antes de que el anillo pueda reanimarlos, los lleva a la Esfera del tiempo y los deposita en una pequeña tumba en Vanishing Point Fortress.

### Día más brillante
Maxwell Lord vuelve a la vida y usa un dispositivo para amplificar sus propios poderes de control mental para borrar su propia existencia de la mente de casi todos en el planeta, e influye en la comunidad de superhéroes para que crean que Ted se suicidó, lo que enfurece a Booster Gold, uno de los pocos que podía recordar la existencia de Max como el mejor amigo de Ted. Más tarde, Power Girl recuerda a Max y exhuma el cadáver de Ted para que Dick Grayson lo examine. Dick se niega, todavía no está convencido de la existencia de Max, pero Batman revela que también recuerda a Max. Batman y Dick examinan el cuerpo de Ted, lo que finalmente convence a Dick de que Ted fue asesinado.
Durante una batalla entre la Sociedad de la Justicia de América y Doctor Chaos en la ciudad de Monument Point, Manhunter llega con un equipo de héroes destinados a ayudar a cambiar el rumbo a favor de la JSA. Uno de los nuevos héroes presentados es una mujer vestida con una versión roja del disfraz de escarabajo azul de Ted, y se muestra columpiándose de lo que parece ser el insecto característico de Ted.

### The New 52
Después del relanzamiento de DC en 2011 de sus propiedades como parte de su evento de publicación The New 52, Ted Kord no se menciona en los cómics hasta 2014, cuando se lo vuelve a presentar en las páginas finales de Forever Evil, el evento cruzado de toda la compañía de DC. Al comienzo de la historia, Lex Luthor amenaza al propietario de Industrias Kord, Thomas Kord, y a toda su familia y compañía, como parte de un plan para adquirir la compañía, pero el helicóptero pierde el control y se estrella contra el costado de la Torre LexCorp. Más tarde, Lex cambia de opinión después de encontrar un mensaje que aparece en la pantalla de su teléfono del Sindicato del Crimen: «ESTE MUNDO ES NUESTRO». Lex mira hacia arriba para ver que Thomas Kord todavía está vivo, pero colgando precariamente de los restos del helicóptero sobre una caída en picado a la calle. Intenta salvarlo, pero Ultraman accidentalmente hace que Kord caiga y muera. Más tarde, Lex Luthor le promete a Ted Kord (representado como un estudiante de posgrado) que no adquirirá Industrias Kord a pesar del deseo de Ted de vendérsela. Lex felicita a Ted por su genio con la nanotecnología y le ofrece su ayuda en caso de que vuelva a necesitarla. Ted agradece a Lex y lo elogia por estar a la altura de su reputación de benevolencia.

### DC Renacimiento
En DC Universe: Rebirth, Ted Kord es el propietario de Industrias Kord, donde fabrica y diseña tecnologías. Después de que Jaime Reyes se acercó a Kord en busca de ayuda para deshacerse del Escarabajo, Kord está tratando de descubrir qué puede hacer el Escarabajo y ayudar a tantas personas en el proceso. El Doctor Fate advierte a Kord que no sabe con qué está tratando, ya que el Escarabajo no es xenotecnología sino magia. En Blue Beetle, se establece que Ted Kord fue Blue Beetle en algún momento en el pasado, habiendo trabajado junto a otros héroes como Nightshade.
En Heroes in Crisis, Ted Kord como Blue Beetle saca a Booster Gold, quien es uno de los principales sospechosos de los asesinatos en la institución de salud mental Sanctuary, desde una celda en el Salón de la Justicia.
En Doomsday Clock, Ted Kord como Blue Beetle aparece junto a Nightshade, Question y el Capitán Átomo en la aeronave Bug mientras viajan a Marte. Allí, ellos y muchos de los otros superhéroes de la Tierra se enfrentan y luchan contra el Doctor Manhattan. Blue Beetle embiste al insecto contra Doctor Manhattan. Luego, el Capitán Átomo le dice a la Pregunta que atrape a Blue Beetle y se aclare mientras hace que el Doctor Manhattan explote. Sin embargo, todos los superhéroes son derrotados e incapacitados por el Doctor Manhattan.
Durante la historia de Dark Nights: Death Metal, Blue Beetle estaba entre los prisioneros en New Apokolips después de que Batman Who Laughs y sus Dark Knights se apoderaran de Tierra-Prima. Fueron liberados cuando Wonder Woman, Batman y Harley Quinn liberaron a Superman del control de Darkfather. Durante la lucha de los héroes con Robin King, Blue Beetle acompañó a Red Tornado y Blue Beetle en la batalla contra Robin King. Robin King convocó a un escarabajo gigante que mató a Blue Beetle. Más tarde, Batman lo revivió con un anillo Black Lantern.

## Poderes y habilidades
- Ted Kord no tiene superpoderes; sin embargo, posee una inteligencia genial con un cociente intelectual de 192. Una vez Despero afirmó que la mente de Ted era la más potente de la Liga de la Justicia, solo por detrás de la de J'onn J'onzz.[26] Así mismo, su antiguo compañero en la Liga de la Justicia Internacional, Guy Gardner dijo que Ted era más inteligente que Batman «aunque nadie lo ha notado»."[27] Kord es un acróbata de nivel Olímpico y un habilidoso combatiente mano a mano, habiendo estudiado las artes marciales del karate y el aikido.[28]

### Equipamiento
- Kord ha creado numerosos gadgets, incluyendo almohadillas de succión, gafas de visión mejorada y un traje protector. Para evitar ser desenmscarado a la fuerza, especialmente si está inconsciente, la máscara de Kord tiene un mecanismo de bloqueo que sólo se abre cuando se lo toca con un chip en sus guantes, lo que obliga a cualquier enemigo a cortar la máscara para poder desenmascararle.
- Su pistola BB es un arma de mano que puede cegar con un flash de luz o noquearles con una ráfaga de aíre comprimido capaz de tumbar a un rinoceronte. La pistola original BB fue diseñada con una función de seguridad, a fin de que sólo funcione cuando la maneje Blue Beetle, quedando inactiva cuando no está en contacto con los circuitos especiales que se encuentran en sus guantes.
- La aeronave de Blue Beetle, conocida como Bicho, contiene equipamiento de alta tecnología, pudiendo electrificar o magnetizar su casco; así como volar a una velocidad de cerca de 1000 kilómetros por hora. Todos los modelos tienen jets de refuerzo debajo del casco. Los motores de los dos primeros modelos podían acelerar el Bicho hasta la velocidad del sonido durante pequeños períodos, aunque no fue dado ningún límite de tiempo. Posteriormente, fue usado para viajes intercontinentales y vuelos a velocidades supersónicas. Toma el 90% de su energía de la energía solar. Modelos posteriores también tendrían armas de energía de varios tipos, desde láseres hasta plasma. Los dos últimos modelos eran capaces de ponerse en órbita (L.A.W N.º 6, Infinite Crisis N.º 5). Todos los modelos son controlables a control remoto desde los controles situados en los guantes de Kord.
- También construyó un gadget volador similar a los discos voladores de Mr. Miracle (Extreme Justice), y afirmó a Barbara Gordon que era capaz de construir para Birds of Prey motores que volaran sin detenerse con tecnología basada en las Cajas Madre de los Nuevos Dioses

## Otras versiones
- Aparece en la serie Kingdom Come, como uno de los tres generales de Batman.
- Aparece en el título de Elseworlds Justice Riders como un inventor del Salvaje Oeste que hace equipo con Booster Gold.
- Es la inspiración para Nite Owl en la serie limitada Watchmen.

## En otros medios

### Televisión

#### Animación
- Ted Kord aparece en Batman: The Brave and the Bold, con la voz de Wil Wheaton.[29] Esta versión es «amigo» de lucha contra el crimen con Batman y Booster Gold. En el episodio «¡La caída del escarabajo azul!», Aparece en flashbacks trabajando junto con Batman. No pudo hacer que el escarabajo Blue Beetle funcionara, y se lo prestó a su tío científico Jarvis Kord, quien planeaba usarlo para impulsar a los robots Blue Beetle para apoderarse de Hub City. Ted recluta a Batman para que lo ayude a recuperarlo. Cuando Jarvis activa un cohete para enviar a los robots a diferentes partes de Hub City, Ted ingresa al cohete antes de que despegue y lo explote, deteniendo la invasión del robot, pero muere en el proceso. Algún tiempo después de la muerte de Ted, Jarvis toma su identidad para engañar a Jaime Reyes en ayudar en Science Island, pero finalmente Jamie y Batman lo frustran. En el episodio «¡La amenaza de los Madniks!», Booster Gold, habiendo extrañado a Ted desde su muerte, viaja en el tiempo para ayudar a Ted a derrotar a sus viejos enemigos los Madniks (que se asemejan a los Madmen de la serie original). Aunque la misión parece exitosa, Booster Gold regresa al presente para encontrar Hub City en ruinas y Batman luchando contra las aterradoras formas evolucionadas de los Madniks. Batman y Booster Gold juntos regresan al pasado y logran revertir a los Madniks a sus formas originales con la ayuda de Ted. Batman y Booster Gold se despiden de Ted por última vez, inmediatamente antes de que Batman del tiempo de Ted llegue para alistarlo para lo que será su misión final.
- Ted Kord se menciona en Young Justice: Invasion. En el episodio «Salvage», Jaime Reyes declaró que Ted fue el creador del componente de IA del Scarab. También se menciona que fue asesinado por The Light (la Junta Directiva del Proyecto Cadmus), lo que llevó a Jaime a tomar el manto de Blue Beetle. Superboy afirma que Ted era un buen hombre. En el episodio «Satisfacción», un monumento holográfico de Kord está presente en Mount Justice. En el episodio «Before the Dawn», se muestra a Jamie (durante una secuencia de sueños) encontrando el Sacrab después de una explosión en Industrias Kord. En el episodio «Intervención», Batgirl y Zatanna explican la historia del Escarabajo (habiendo sido reconstruida en los meses anteriores) a Jaime (después de liberar a Blue Beetle y Green Beetle del control del Reach a través de un ritual místico realizado por primera vez miles de años antes). Dan Garrett había encontrado originalmente el escarabajo en una excavación arqueológica que solía ser el primer Escarabajo Azul, y finalmente pasó el objeto a su protegido. Ted se dio cuenta de que el escarabajo no era un artefacto místico, sino un dispositivo alienígena. Como tal, Kord se negó a usar el dispositivo, pero su mentor lo inspiró para ser el segundo Blue Beetle de todos modos. Después de haber mantenido el Escarabajo oculto durante años, Ted murió tratando de detener a Sportsmaster y Deathstroke. de robar el objeto para The Light, después de lo cual terminó con Jaime después de la explosión resultante de Industrias Kord.
- Blue Beetle aparece en Mad, con la voz de Keith Ferguson. Se une a los otros superhéroes en un número musical que le pregunta a Superman, Batman y Wonder Woman sobre ser llamados «Super Friends». Por su parte, afirma que nadie asoma la página de Super Amigos en Facebook.
- Ted Kord aparece en el episodio de DC Super Hero Girls, «#DoubleDanvers», con la voz de Max Mittelman.
- Ted Kord hace varias apariciones sin voz en Teen Titans Go! como el novio de Booster Gold.[30][31]

#### Acción en vivo
- Ted Kord aparece en la décima temporada de Smallville, interpretado por Sebastian Spence. En el episodio «Booster», se revela que nunca toma la identidad de Blue Beetle de Dan Garret (quien murió después de no poder controlar el escarabajo). Kord obtiene el dispositivo y espera utilizar su potencial para el bien, pero luego escapa y posee a Jaime Reyes. Kord luego contrata a Booster Gold para encontrarlo. Kord mantiene a Booster Gold en su nómina después de que el héroe ayuda a Reyes a controlar los poderes mejorados del escarabajo.
- Ted Kord se menciona en Arrow. En el episodio de la primera temporada «The Undertaking», Moira Queen comenta lo callado que está Robert Queen después de asistir a la recaudación de fondos de Kord. Su compañía, Kord Industries, también hizo apariciones esporádicas a lo largo de la serie. Originalmente, Andrew Kreisberg reveló que su alias de Blue Beetle debía aparecer durante la tercera temporada, pero se les dijo que «DC tiene otros planes para [Ted Kord]» y en su lugar se les ofreció la oportunidad de usar a Ray Palmer que «funcionó aún mejor».[32]
- Ted Kord es nuevamente referenciado en The Flash. En el episodio de la sexta temporada «Dead Man Running», Ramsay Rosso lo menciona de pasada como alguien que suministró materia oscura para experimentos cuando es interrogado por Barry Allen.

### Películas
- Una versión del Sindicato del Crimen de América de Blue Beetle llamada Scarlet Scarab apareció brevemente en Justice League: Crisis on Two Earths.
- Blue Beetle hace una breve aparición en Teen Titans Go! to the Movies.
- Ted Kord aparece en un corto de DC Showcase que se incluyó en Batman: The Long Halloween, Part Two, con la voz de Matt Lanter.[33]
- Ted Kord / Blue Beetle aparece en Teen Titans Go! & DC Super Hero Girls: Mayhem in the Multiverse, nuevamente con la voz de Max Mittelman sin acreditar.
- Ted Kord aparece en Blue Beetle (2023), con la voz de un actor no acreditado. Esta versión se basó anteriormente en la ciudad ficticia de Palmera antes de desaparecer en algún momento antes de la película, dejando atrás a una hermana mayor y una hija llamadas Victoria y Jenny Kord (interpretadas por Susan Sarandon y Bruna Marquezine respectivamente).[34][35] En la escena de la mitad de los créditos, se revela que Ted está vivo e intenta ponerse en contacto con Jenny.

### Videojuegos
- Blue Beetle aparece en Scribblenauts Unmasked: A DC Comics Adventure.
- Ted Kord se menciona en Injustice 2 en el diálogo de choque de personajes entre Canario Negro y Jaime Reyes; las primeras voces extraviaron la creencia de que Blue Beetle sigue siendo Ted.

### Varios
Blue Beetle ha aparecido en el cómic derivado de Justice League Unlimited, en los números 5 y 8.